# Велика Кльоня
Велика Кльоня (пол. Wielka Klonia) — село в Польщі, у гміні Ґостицин Тухольського повіту Куявсько-Поморського воєводства.
Населення — 465 осіб (2011).
У 1975-1998 роках село належало до Бидгощського воєводства.

## Демографія
Демографічна структура станом на 31 березня 2011 року:
|          | Загалом | Допрацездатний вік | Працездатний вік | Постпрацездатний вік |
| -------- | ------- | ------------------ | ---------------- | -------------------- |
| Чоловіки | 246     | 74                 | 148              | 24                   |
| Жінки    | 219     | 41                 | 129              | 49                   |
| Разом    | 465     | 115                | 277              | 73                   |